# Raorchestes rezakhani
Raorchestes rezakhani — вид жаб родини веслоногих (Rhacophoridae). Описаний у 2020 році.

## Назва
Вид названо на честь бангладешського орнітолога доктора Мохаммада Алі Рези Хана, одного з піонерів у галузі досліджень дикої природи в Бангладеш.

## Поширення
Ендемік Бангладеш. Поширений у напіввічнозелених лісах на північному сході країни.

## Опис
Невелика жаба, завдовжки 19-21 мм. Спина темно-коричнева, з дрібними горбиками. Черево світло з темно-сірими плямами. Горловий мішок світло, сильно роздувається під час квакання.

## Спосіб життя
Мешкає у лісі неподалік струмків або вздовж стежин. Трапляється на листках і гілках невеликих дерев або на стовбурах бамбука на висоті до 1,5 м над землею.